# Субгигант
|                                                     |                                                     |
| Абсолютные звёздные величины субгигантов в полосе V | Абсолютные звёздные величины субгигантов в полосе V |
| Спектральный класс                                  | MV                                                  |
| --------------------------------------------------- | --------------------------------------------------- |
| B0                                                  | −4,7                                                |
| B5                                                  | −1,8                                                |
| A0                                                  | +0,1                                                |
| A5                                                  | +1,4                                                |
| F0                                                  | +2,0                                                |
| F5                                                  | +2,3                                                |
| G0                                                  | +2,9                                                |
| G5                                                  | +3,1                                                |
| K0                                                  | +3,2                                                |

Субгигант (ветвь субгигантов) — стадия эволюции звёзд, а также соответствующий ей и некоторым другим типам звёзд класс светимости IV. В процессе эволюции эта стадия идёт после главной последовательности и, как правило, предшествует ветви красных гигантов, на ней звезда охлаждается и увеличивается в размере, а её светимость остаётся практически неизменной. У массивных звёзд эта стадия завершается очень быстро, поэтому на диаграмме Герцшпрунга — Рассела область, занимаемая ими, содержит мало звёзд и называется пробелом Герцшпрунга.

## Характеристики
Субгиганты — звёзды, более яркие, чем звёзды главной последовательности того же спектрального класса, но более тусклые, чем звёзды-гиганты, выделяются в класс светимости IV. В большинстве своём они относятся к спектральным классам F, G и K. Абсолютные звёздные величины субгигантов в среднем изменяются от −4,7m для звёзд класса B0 до +3,2m для класса K0. Сам термин «субгигант» был впервые использован Густавом Стромбергом в 1930 году и относился к звёздам классов G0—K3 с абсолютными звёздными величинами 2,5—4m.
Ядра субгигантов на соответствующей эволюционной стадии (см. ниже) состоят в основном из гелия. Термоядерный синтез в ядрах этих звёзд не происходит, но он продолжается в слоевом источнике — области вокруг ядра, содержащей достаточно водорода и имеющей достаточно высокую температуру, чтобы там происходил синтез гелия. Тем не менее, к классу светимости субгигантов могут относиться и звёзды с другим строением на других стадиях эволюции, лишь с похожим цветом и светимостью — например, орионовы переменные, ещё не ставшие звёздами главной последовательности.
К субгигантам относятся, например, Бета Южной Гидры, а также Процион.

## Эволюция
Звёзды попадают на ветвь субгигантов после того, как в их ядре исчерпывается водород (остаётся менее 1% по массе) и завершается термоядерный синтез, после чего синтез гелия из водорода начинается в оболочке вокруг ядра, в основном посредством CNO-цикла. У звёзд массой менее 0,2 M⊙ это невозможно в принципе: они полностью конвективны, и, следовательно, однородны химически, а значит, когда в ядре заканчивается водород, то он заканчивается и во всей звезде.
Когда у звёзд массой менее 1,5 M⊙, но более массивных, чем 0,2 M⊙, завершается термоядерный синтез в ядре, он продолжает идти в слоевом источнике — оболочке вокруг уже ставшего инертным ядра. У более массивных звёзд энерговыделение сильнее сосредоточено в центре, поэтому после того, как в ядре заканчивается водород, термоядерный синтез в звезде на короткое время останавливается полностью. После его остановки звезда сжимается до тех пор, пока не будут достигнуты условия для синтеза гелия в слоевом источнике, после чего она переходит на ветвь субгигантов. Пока происходит сжатие, температура и светимость звезды повышается, на диаграмме Герцшпрунга — Рассела она движется вверх и вправо и проходит так называемый крюк (англ. hook).
На стадии субгиганта внешние слои звезды расширяются и охлаждаются, при этом светимость меняется слабо, и на диаграмме Герцшпрунга — Рассела звезда движется вправо. Из-за того, что термоядерные реакции происходят на границе ядра и внешних оболочек звезды, масса гелиевого ядра во время этой стадии возрастает, а слоевой источник удаляется от центра звезды. В какой-то момент масса ядра превышает предел Шёнберга — Чандрасекара, равный примерно 8% от общей массы звезды, и ядро начинает сжиматься, а у звёзд, более массивных, чем 2,5—3 M⊙ (точное значение зависит от химического состава), в начале стадии субгигантов масса ядра уже больше этого предела. У менее массивных звёзд наступает вырождение газа в ядре, которое препятствует сжатию, а от вырождения ядра, в свою очередь, зависит, как именно начнётся горение гелия в звезде на более поздних стадиях. В любом случае, внешние оболочки постепенно становятся менее прозрачными, лучистый перенос энергии становится невозможным, поэтому в оболочке развивается протяжённая конвективная зона. Звезда начинает быстро увеличивать свой размер и светимость, а её температура поверхности практически не будет изменяться — в этот момент она переходит на ветвь красных гигантов. Однако у звёзд наибольшей массы, более 10 M⊙, горение гелия начинается ещё до происходящего у менее массивных звёзд перехода на ветвь красных гигантов, поэтому после стадии субгиганта они становятся яркими голубыми переменными, а затем красными сверхгигантами, либо, если теряют оболочку из-за сильного звёздного ветра — звёздами Вольфа — Райе.
Стадия субгигантов у массивных звёзд длится очень короткий срок — для звезды массой 3 M⊙ он составляет 12 миллионов лет, а для звезды массой 6 M⊙ — 1 миллион лет, поэтому массивные звёзды на стадии субгигантов наблюдаются редко, и в области, занимаемой ими на диаграмме Герцшпрунга — Рассела, наблюдается пробел Герцшпрунга. Для маломассивных же звёзд эта стадия даже относительно их срока жизни длится дольше, и, например, в шаровых звёздных скоплениях отчётливо видны ветви субгигантов. 
Солнце, когда достигнет стадии субгиганта, будет иметь светимость около 2,3 L⊙. На этой стадии Солнце проведёт около 700 миллионов лет, и к её окончанию оно охладится приблизительно до 4900 K и расширится до радиуса 2,3 R⊙, а светимость возрастёт до 2,7 L⊙.

### Переменность
Массивные звёзды, проходя стадию субгигантов, временно оказываются на полосе нестабильности и становятся цефеидами, однако прохождение полосы нестабильности происходит очень быстро — за 102—104 лет. Из-за этого у некоторых цефеид замечено изменение периода пульсаций со временем, но лишь малая часть цефеид является субгигантами — в основном звёзды становятся цефеидами на более поздних стадиях эволюции.